# Mark Hudson (football)
Ne pas confondre avec Mark Hudson, musicien américain.
Pour les articles homonymes, voir Hudson.
Mark Alexander Hudson, né le 30 mars 1982 à Guildford, est un footballeur anglais qui évolue au poste de défenseur.
Il commence sa carrière à Fulham où il signe un contrat professionnel en avril 1999. Non utilisé, il est prêté successivement à Oldham Athletic puis à Crystal Palace, qui le conserve les saisons suivantes. Il signe à Cardiff City le 1er juillet 2009.

## Carrière en club

### Fulham FC
Après avoir passé ses premières années de formation au club de Farncombe, Hudson achève celle-ci au club de Fulham où il signe professionnel en 2000. Mais il ne parvient pas à se faire une place de titulaire au sein de l'effectif.

### Oldham Athletic
Il est donc prêté deux mois à Oldham Athletic où il joue régulièrement et totalise 15 matchs durant cette période. Mais le départ de l'entraîneur d'Oldham, Iain Dowie, le pousse à retrouver Fulham.

### Crystal Palace
Lors de la saison 2003-2004, il est prêté trois mois à Crystal Palace, club avec lequel il parvient à décrocher la montée en Premiership. Il est donc naturellement recruté par le club à l'orée de la saison suivante. Ses deux premières saisons se passent difficilement : il ne parvient pas à s'imposer comme titulaire en défense centrale. L'arrivée d'un nouvel entraîneur, Peter Taylor, à l'été 2006, change toutefois la donne, puisque Hudson est cette fois-ci titulaire à part entière et participe à 42 matchs lors de la saison 2006-2007. La saison suivante est du même acabit. Il reçoit même régulièrement le brassard de capitaine de son équipe.

### Charlton Athletic
Son contrat expirant à l'été 2008, Hudson prend la décision de partir pour un autre club de deuxième division, Charlton Athletic, avec lequel il ne reste qu'une saison, malgré un contrat de 3 ans. Il devient aussi capitaine de l'équipe qui ne parvient pas à se maintenir et est rétrogradé en troisième division à l'issue de la saison.

### Cardiff City
Au début de juillet 2009, Hudson signe à Cardiff City pour un transfert situé entre 700 000 £ et un million de £. Le capitaine de Cardiff Joe Ledley quittant le club, Hudson récupère à nouveau le brassard. Il inscrit son premier but sous les couleurs de Cardiff en novembre 2009 lors d'une défaite contre Swansea City (2-3).
Lors de la saison 2010-2011, l'arrivée de l'international gallois Craig Bellamy, natif de Cardiff, prive Hudson du brassard. Mais Bellamy, seulement prêté, quitte Cardiff à la fin de la saison et, alors que le club recrute un nouvel entraîneur en la personne de Malky Mackay en juin 2011, celui-ci rend le brassard à Hudson. L'entraîneur se dit même « fier » de l'avoir pour capitaine. « C'est quelqu'un qui a le respect de chacun dans le vestiaire », ajoute-t-il. En janvier 2012, alors qu'il a 29 ans, il signe une prolongation à son contrat avec Cardiff et s'engage jusqu'en 2014. Le 26 février 2012, il prend part à la finale de coupe de la Ligue anglaise de football, qui oppose Cardiff City à Liverpool au stade de Wembley devant près de 90 000 spectateurs, match que remporte Liverpool aux tirs au but.
Il ponctue sa saison 2011-2012 en inscrivant un but spectaculaire de 55 mètres contre Derby County.

### Huddersfield Town
Le 1er septembre 2014, il rejoint Huddersfield Town. Le 8 août 2017, il annonce qu'il met un terme à sa carrière sportive et intègre le staff de Huddersfield.

### Reconversion
Intégré au staff technique de David Wagner à Huddersfield en août 2017, il devient entraîneur de la réserve du club en janvier 2018.
Le 14 janvier 2019, Hudson est nommé entraîneur intérimaire des Terriers à la suite du licenciement de Wagner.

## Palmarès

### En club
Cardiff City
- Champion d'Angleterre de D2 en 2013
- Finaliste de la Coupe de la Ligue en 2012.

### Distinction personnelle
- Membre de l'équipe-type de D2 anglaise en 2013.

## Statistiques détaillées
| Saison                | Club                   | Championnat           | Championnat | Championnat | Coupe(s) nationale(s) | Coupe(s) nationale(s) | Total | Total |
| Saison                | Club                   | Division              | M.          | B.          | M.                    | B.                    | M.    | B.    |
| 2000 - 2001           | Fulham                 | First Division (D2)   | -           | -           | 2                     | -                     | 2     | 0     |
| 2001 - 2002           | Fulham                 | Premier League (D1)   | -           | -           | -                     | -                     | 0     | 0     |
| 2002 - 2003           | Fulham                 | Premier League (D1)   | -           | -           | 1                     | -                     | 1     | 0     |
| Sous-total            | Sous-total             | Sous-total            | 0           | 0           | 3                     | 0                     | 3     | 0     |
| 2003 - 2004           | Oldham Athletic (prêt) | League One (D3)       | 15          | -           | 1                     | -                     | 16    | 0     |
| Sous-total            | Sous-total             | Sous-total            | 15          | 0           | 1                     | 0                     | 16    | 0     |
| 2003 - 2004           | Crystal Palace (prêt)  | Championship (D2)     | 14          | -           | 0                     | -                     | 14    | 0     |
| 2004 - 2005           | Crystal Palace         | Premier League (D1)   | 7           | 1           | 2                     | -                     | 9     | 1     |
| 2005 - 2006           | Crystal Palace         | Championship (D2)     | 15          | -           | 7                     | -                     | 22    | 0     |
| 2006 - 2007           | Crystal Palace         | Championship (D2)     | 39          | 4           | 3                     | -                     | 42    | 4     |
| 2007 - 2008           | Crystal Palace         | Championship (D2)     | 47          | 2           | 2                     | -                     | 49    | 2     |
| Sous-total            | Sous-total             | Sous-total            | 122         | 7           | 14                    | 0                     | 136   | 7     |
| 2008 - 2009           | Charlton Athletic      | Championship (D2)     | 43          | 3           | 2                     | -                     | 45    | 3     |
| Sous-total            | Sous-total             | Sous-total            | 43          | 3           | 2                     | 0                     | 45    | 3     |
| 2009 - 2010           | Cardiff City           | Championship (D2)     | 30          | 2           | 3                     | -                     | 33    | 2     |
| 2010 - 2011           | Cardiff City           | Championship (D2)     | 40          | 0           | 3                     | 0                     | 43    | 0     |
| 2011 - 2012           | Cardiff City           | Championship (D2)     | 41          | 5           | 3                     | 0                     | 44    | 5     |
| 2012 - 2013           | Cardiff City           | Championship (D2)     | 30          | 4           | -                     | -                     | 30    | 4     |
| Sous-total            | Sous-total             | Sous-total            | 141         | 11          | 9                     | 0                     | 150   | 11    |
| Total sur la carrière | Total sur la carrière  | Total sur la carrière | 321         | 21          | 27                    | 0                     | 348   | 21    |